# Rumaffald
Rumaffald er objekter i rummet, som kredser om Jorden, men ikke har en funktion. Det kan være stumper fra satellitter eller rester fra andre rumfartøjer, der er opsendt fra jorden. Objekternes størrelse varierer fra støv til ødelagte satellitter med en vægt på over et ton. Udover at affaldet er farligt for rumfartøjer og astronauter på rumvandring kan det også indtræde i jordens atmosfære og falde ned på tilfældige lokaliteter på Jorden. De første satellitter blev opsendt i 1950'erne, men der er først omkring år 2000, at man er blevet opmærksom på problemet, og der er nu igangsat projekter til forebyggelse og til beskyttelse af rumfartøjer. Om der også skal foretages oprydning er lidt uklart, herunder om affaldet skal bringes tilbage til jorden, og hvem der skal gøre det. Ejerskabet til en 50 år gammel vragdel kan måske være svært at afgøre. Inter-Agency Space Debris Coordination Committee (IADC) er en international organisation, som koordinerer aktiviteterne og forsøger at finde mulige løsninger på problemet.
Sammenstød mellem rumaffald og rumfartøjer er risikabelt, da objekterne bevæger sig med høj fart. Kessler Syndromet er et katastrofescenario, hvori rumaffald forårsager mere rumaffald som en dominoeffekt. I værste tilfælde går et større objekt i stykker og rammer andre objekter, der igen rammer andre objekter osv. Rummet bliver helt utilgængeligt, og det er muligt, at en stor del af affaldet passerer igennem jordens atmosfære.
Der er ikke nøjagtige tal for, hvor meget affald, der er i rummet omkring jorden, men hver eneste rummission skaber mere affald i omløb om jorden, så problemet vil blive stadig værre. ESA foretager målinger med ESA Space Debris Telescope og NASA med Cobra Dane. I 2014 er der sat følgende tal på rumaffaldet: 21-23.000 genstande større end 10 centimeter og cirka 500.000 under 10 centimeter.

## I rummet
Rumfærger bevæger sig så vidt muligt "baglæns" i rummet, dvs. med færgens bageste del i bevægelsesretningen for at undgå skader på de vigtigste dele af varmeskjoldet, vinger, næse og windscreen (vindue). Skaderne kan forekomme ved sammenstød med rumaffald, meteoritter og nedfald under opsendelsen.
Den Internationale Rumstation er også sårbar overfor de vildfarne objekter, så de mest følsomme moduler, der tilkobles rumstationen, sættes på de steder, som er mindst udsat.
Astronauter i rummet uden beskyttelse af rumfærge eller ISS er iført en rumdragt, men selvom rumdragten har 7-9 lag, er det en farlig opgave. Risikoen for kollision med rumaffald er stor. Kredsløbshastigheden 300 km over Jorden (hvilket er typisk for rumfærgemissioner) er 7,7 km/s. Dette er 10 gange hastigheden af en pistolkugle, så en lille partikel med en masse på 1/100 af en pistolkugles (det kan fx være en flage maling eller et sandkorn) har en kinetisk energi svarende til en pistolkugle. Hvis rumdragten punkterer taber den lufttrykket. Dette vil forårsage kvælning og hurtig død, hvis rumvandreren ikke hurtigt bringes om bord på et rumfartøj med kabinetryk. Se også Extra-vehicular activity eller EVA

## På jorden
Atmosfæren beskytter jorden mod meteornedslag, men de fleste asteroider brænder op i atmosfæren og bliver til såkaldte stjerneskud.
Den Internationale Rumstation er i afstand fra jorden 355 km, i et lag i atmosfæren, hvor den ved tab af hastighed vil søge mod jorden og indtræde i atmosfæren. Rumstationen vejer omkring 500 ton, så hvis det sker, kan der blive tale om et Kessler scenario, selvom noget vil brænde op i atmosfæren. Det er som nævnt et af problemerne med rumaffaldet, at det befinder sig i et lag i atmosfæren, der er tæt på jorden, hvorfor det nemt kan indtræde. Afrika, der ligger på ækvator, har modtaget en del rumaffald. Raketbaser hvorfra især satellitter opsendes er placeret tæt på ækvator. Den populære geostationære bane er parallel med Jordens ækvator. I tilfælde af uheld, skal der også være store havområder eller tyndt befolkede områder øst for rumhavnen. De afbrændte rakettrin skal også falde ned over ubeboede områder.

## Hændelser

### USA 193
Den ukontrollerede spionsatellit USA 193 blev skudt ned 21. februar 2008 pga. det meget giftige brændstof hydrazin, der benyttes til rumfartøjer. Der er dog blevet stillet spørgsmål om der var andre stoffer fx plutonium eller politiske årsager til nedskydningen.
Kritikere mente at eftersom størstedelen af jordkloden er dækket af vand, ville satellitten nok falde ned i havet og at en nedskydning ville gøre mere skade end gavn, idet der kunne genereres mere rumaffald.

### Sammenstød mellem Kosmos-2251 og Iridium 33
Et sammenstød mellem satellitterne Kosmos-2251 og Iridium 33 hændte d. 10. februar 2009 over Sibirien. Det er første gang så store objekter kolliderer .